# Ponts de l'antiga Roma
El ponts més importants a l'antiga Roma foren: 
- El pont Sublici, (Pons Sublicius) fet de fustes (sublices en llengua parlada a Formi) construït per Anc Marci quan va unir el Janícul a Roma. Fou damnat en temps d'August i destruït per una inundació del Tíber el 68 i reconstruït amb el nom de pont Emili (segurament qui el va reconstruir, però no se sap qui era).
- El pont Palatí, que comunicava el Palatí i el Janícul. Fou restaurat per August.
- El pont Fabrici que connectava la insula Tiberina amb els dos costats oposats del riu. El pont era de fusta i fou reconstruït vers el 63 aC per Luci Fabrici, curator viarum, i llavors es va fer de pedra
- El pont Cesti que connectava la insula Tiberina amb els dos costats oposats del riu. Es va fer durant el regnat de Tiberi per Cesti Gal.
- El pont Janiculensis, que portava al Janícul. En època molt posterior fou el ponte Sixto per haver estat reconstruït pel papa Sixt IV.
- Pont Vaticà que enllaçava el Camp de Mart i el Vaticà
- Pont Eli, construït per Hadrià que portava al mausoleu de l'emperador (avui Castello de Sant'Angelo)
- Pont Milvi a la via Flamínia (modern ponte Molle) construït pel censor Emili Escaure. Fou escenari de la decisiva batalla entre Maxenci i Constantí I el Gran

Fora dels de Roma, els més destacats foren els ponts d'Ariminium (començat per August i acabat per Tiberi) i el de la badia de Baiae, construït per Calígula.